# مولان (فیلم ۱۹۹۸)
مولان (به انگلیسی: Mulan) نام یک پویانمایی آمریکایی در ژانر موزیکال، ماجراجویی محصول سال ۱۹۹۸ است که سی‌وششمین انیمیشن دیزنی محسوب می‌شود. داستان این فیلم انیمیشنی بر گرفته از یکی از اسطوره‌های کهن کشور چین می‌باشد. تونی بانکروفت و باری کوک کارگردانی و ریتا هسیاو، فلیپ لازبنیک، کریس سندرز و ریموند سینگر نویسندگی این اثر را برعهده دارند. مینگ-نا ون، ادی مورفی، میگوئل فرر و بی‌دی ونگ از صداپیشگان نسخه انگلیسی فیلم هستند و در نسخه چینی، جکی چان صداپیشگی شخصیت لی‌شانگ را انجام می‌دهد. داستان این فیلم در زمان سلسله هان اتفاق می‌افتد.
مولان با استقبال خوب منتقدان و عموم مردم همراه بود و داستان، طرح، شخصیت‌ها و موسیقی ستوده‌شد و بیش از ۳۰۴ میلیون دلار فروش رفت. این فیلم نامزد جایزه اسکار، گلدن گلوب و چندین جایزه آنی شد.
در سال ۲۰۰۴، دنباله‌ای بر این فیلم با عنوان مولان ۲ ساخته‌شد. و در سال ۲۰۲۰، لایو اکشن مولان به کارگردانی نیکی کارو بر اساس این انیمیشن ساخته‌شد.

## خلاصه داستان
مولان دختر باهوش و زیبایی است که روزی خبر عضوگیری ارتش چین را برای جنگ با ارتش هان‌ها، به رهبری شان یو می‌شنود. پدر مولان برای جنگ پیر و ضعیف بود و پسری نداشت تا به جای او داوطلب شود. مولان برای حفظ جان پدرش و محافظت از کشور چین خودش را به شکل مرد درمی‌آورد و شمشیری را که از اجدادش به ارث رسیده‌بود را به دست می‌گیرد و به ارتش مردها می‌رود و می‌خواهد به ارتش چین کمک کند که با دشمنانشان بجنگند. آنها با دلاوری مولان در نبرد پیروز می‌شوند و مولان نیز به خانه برمی‌گردد.

## شرح داستان
هون‌ها به رهبری شان یو بی‌رحم به چین، در زمان  دودمان هان، حمله می‌کنند و با شکستن دیوار بزرگ چین وارد کشور می‌شوند. امپراتور چین دستور بسیج عمومی می‌دهد و اعلامیه‌های سربازگیری از هر خانواده یک مرد را برای پیوستن به ارتش امپراتوری فرا می‌خوانند. فا مولان، دختر جوانی ماجراجو، آرزو دارد برای خانواده‌اش افتخار بیاورد. او برای دیدار با یک خواستگارگیر فرستاده می‌شود تا صلاحیتش برای ازدواج را نشان دهد، اما پس از مجموعه‌ای از سوتی‌ها، بی‌آبرو و شرم‌آور تلقی می‌شود.
پدر سالخوردهٔ مولان، فا ژو، که از کهنه‌سربازان جنگ است، فراخوانده می‌شود. مولان تلاش می‌کند او را از رفتن منصرف کند، اما او می‌گوید که انجام وظیفه بر او واجب است. مولان که نگران جان پدرش است، موهایش را کوتاه می‌کند، شمشیر و زره او را برمی‌دارد و خود را به شکل یک مرد درمی‌آورد تا به جای پدرش به ارتش بپیوندد. مادربزرگش پس از فهمیدن موضوع، در معبد خانوادگی برای سلامتی او دعا می‌کند. در این معبد، روح اجداد خانواده به دست موشو، اژدهای قرمز کوچک و نگهبان پیشینِ ناکام خانواده، بیدار می‌شوند. «جد بزرگ» تصمیم می‌گیرد نگهبان سنگی اژدهای قدرتمند را برای محافظت از مولان بفرستد و موشو مأمور بیدار کردن او می‌شود. اما موشو ناخواسته مجسمهٔ نگهبان را می‌شکند و تصمیم می‌گیرد خودش برای جبران گذشته، شخصاً به مولان کمک کند.
مولان به اردوگاه آموزشی ارتش می‌رسد و با نام مردانهٔ «فا پینگ» معرفی می‌شود. موشو در تمام طول راه با تشویق و راهنمایی (و گاه خرابکاری) همراه اوست. زیر فرمان کاپیتان لی شنگ، مولان و دیگر سربازان تازه‌وارد—از جمله سه نفر به نام‌های یائو، لینگ و چیئن‌-پو—تدریجاً به جنگجویانی ماهر تبدیل می‌شوند. چی‌فو، مشاور جنگ‌طلب امپراتور، تهدید می‌کند که اجازه نمی‌دهد نیروهای شنگ به میدان نبرد بروند. موشو برای حل مشکل، نامه‌ای جعلی به‌نام ژنرال لی، پدر شنگ، می‌نویسد که دستور حرکت به‌سوی کوهستان را صادر می‌کند. نیروها حرکت می‌کنند و وقتی به محل می‌رسند، درمی‌یابند که هون‌ها ژنرال لی و سربازانش را قتل‌عام کرده‌اند.
در حالی‌که نیروها از گردنهٔ کوهستانی عبور می‌کنند، هون‌ها به آن‌ها حمله می‌کنند. مولان با استفاده از یک توپ آتش‌افکن چینی (هولونگ‌چوشوی)، بهمن به راه می‌اندازد و بسیاری از دشمنان را مدفون می‌کند، اما خودش به‌شدت زخمی می‌شود. هنگام مداوای زخم، دیگران متوجه جنسیت واقعی او می‌شوند. بر اساس قانون، باید اعدام شود، اما شنگ او را می‌بخشد و از ارتش اخراج می‌کند. شنگ به‌همراه ارتش به پایتخت بازمی‌گردد تا خبر پیروزی بر هون‌ها را اعلام کند. در این میان، مولان کشف می‌کند که شان یو و گروهی از افرادش زنده مانده‌اند.
مولان به شهر می‌رود تا شنگ را آگاه کند، درست در لحظه‌ای که هون‌ها قصر امپراتور را تسخیر کرده و او را گروگان گرفته‌اند. درگیری آغاز می‌شود و نیروهای شان یو به سرعت شکست می‌خورند. مولان شان یو را به بام قصر می‌کشاند و سرانجام با شمشیر خودش او را به زمین می‌دوزد. سپس، با کمک موشو که یک راکت آتش‌بازی را به‌سوی برج پرتاب‌کنندهٔ فشفشه‌ها هدایت می‌کند، شان یو را منفجر کرده و نابود می‌کند.
امپراتور و مردم شهر از مولان به‌خاطر نجاتشان تجلیل کرده و در برابرش تعظیم می‌کنند. امپراتور، نشان سلطنتی خود و شمشیر شان یو را به او هدیه می‌دهد، اما مولان پیشنهاد پیوستن به شورای سلطنتی را نمی‌پذیرد و به خانه بازمی‌گردد. او این افتخارات را به پدرش تقدیم می‌کند، اما فا ژو بدون توجه به آن‌ها، فقط از بازگشت دخترش خوشحال است. در پایان، لی شنگ که به مولان دل بسته، از راه می‌رسد و دعوت او را برای شام می‌پذیرد. موشو دوباره به مقام نگهبان خانواده بازمی‌گردد و اجداد جشن می‌گیرند.

## صداپیشگان
- مینگ-نا ون در نقش فا مولان
- ادی مورفی در نقش موشو
- بی‌دی ونگ در نقش کاپیتان لی شانگ
- میگوئل فرر در نقش شان یو
- جون فوری در نقش مادربزرگ مولان
- سون-تک اوه در نقش فا ژو
- هاروی فایراستین در نقش یائو
- جده واتانابه در نقش لینگ
- جیمز هنگ در نقش چی فو
- پت موریتا در نقش امپراتور چین
- جرج تاکی در نقش اولین نیاکان
- جیمز شیگتا در نقش ژنرال لی
- فرانک ولکر در نقش اسب مولان
- کریس سندرز در نقش سگ مولان